# استریتس کی

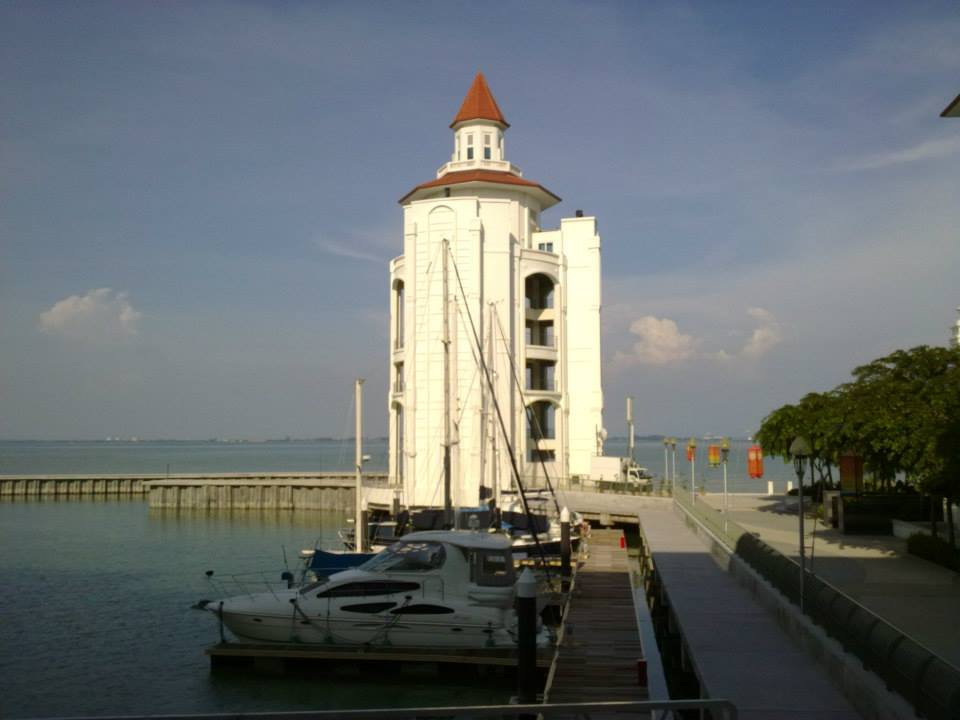
فانوس دریایی استریتس کی مارینا

استریتس کی (به انگلیسی: Straits Quay) یک بازاربزرگ خرید-به همراه-مارینا در جرج تاون ایالت پنانگ، مالزی است. در سری تانجونگ پینانگ، یک تاون شیپ تازه توسعه یافته که در زمین احیاء شده در منطقهٔ تانجونگ توکونگ، حومهٔ شهر جرج تاون قرار گرفته، واقع شده است. این مرکز خرید در سال ۲۰۱۰، افتتاح شد، این بازاربزرگ کنار ساحل، هم چنین دارای یک مارینا می‌باشد که برای کشتی‌های تفریحی کوچک در نظر گرفته شده، و هم چنین دارای یک مرکز گردهمایی است.
رویال سلانگور، تولیدکنندهٔ محصولات لوکس مسوار مالزیایی، یک فورشگاه اوتلت درون بازاربزرگ برقرار کرده است. هم چنین یک مرکز هنرهای نمایشی در بازاربزرگ وجود دارد. اضافه بر این، استریتس کی دارای آپارتمانهایی با سرویس خدمات دهی لوکس به نام سوئیتز و استریتس کی است، که توسط هتل ایسترن و اورینتال، هتل ساحلی دارای سبک استعماری واقع شده در مرکز جرج تاون، مدیریت می‌شود.